# نوی کوزنوو
نوی کوزنوو (به آلمانی: Neu Kosenow) یک شهر در آلمان است که در فرپومرن-گرایفسوالد واقع شده‌است. نوی کوزنوو ۵۰۰ نفر جمعیت دارد.